# Grazen (Belgique)
Pour les articles homonymes, voir Grazen.

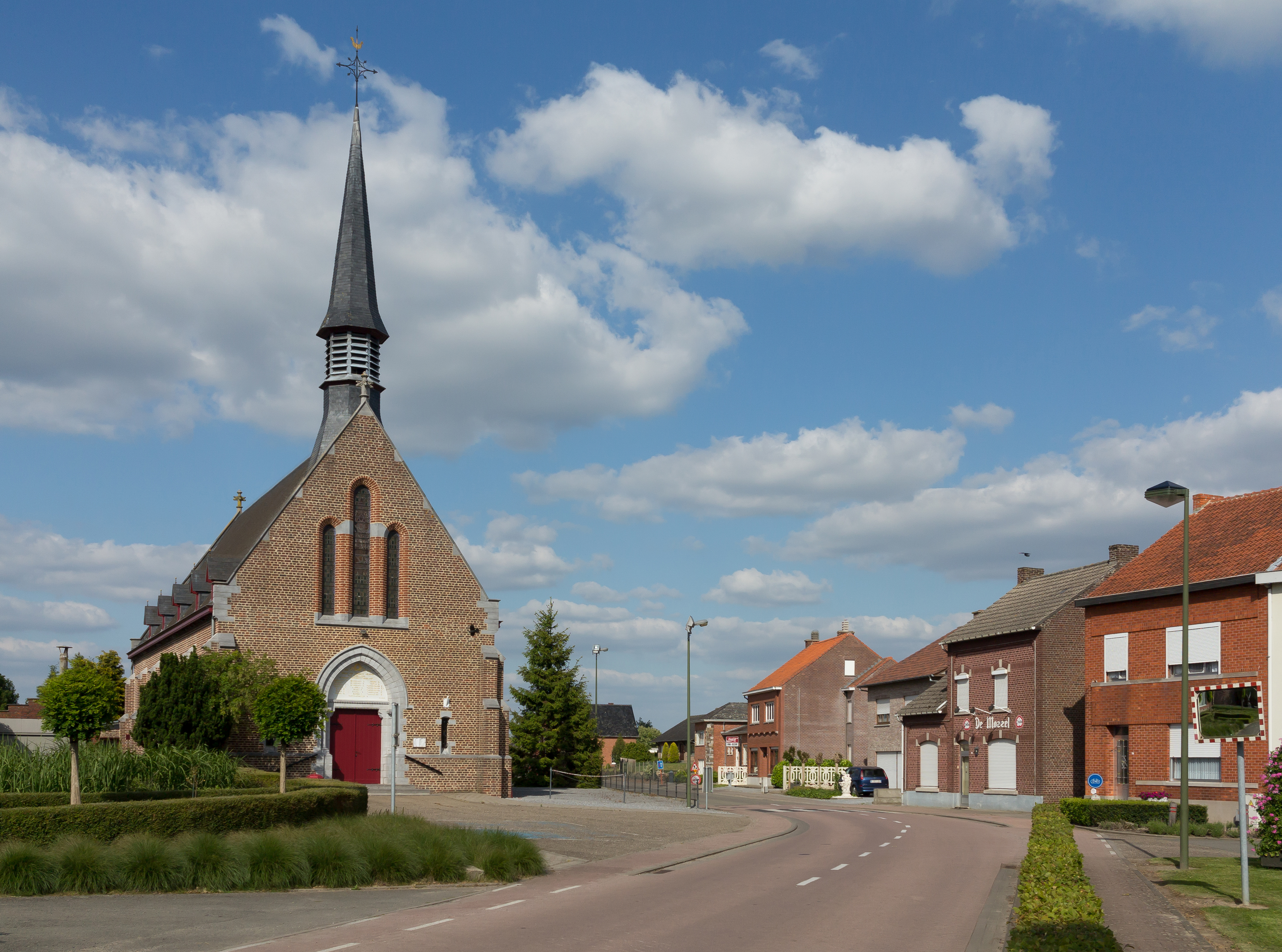
L´église: parochiekerk Onze-Lieve-Vrouw

Grazen est une section de la commune belge de Geetbets située en Région flamande dans la province du Brabant flamand. C'était une commune à part entière avant la fusion des communes de 1971 quand elle fut fusionnée avec Rumigny qui sera à son tour fusionnée avec Geetbets en 1977.

## Évolution démographique
- Sources : INS, Rem. : 1831 jusqu'en 1970 = recensements, 1976 = nombre d'habitants au 31 décembre.